# ماستورن
ماستورن (به هلندی: Maastoren) (به معنای برج ماس) آسمان‌خراشی واقع در رتردام هلند می‌باشد که با ارتفاع ۱۶۵ متر بلندترین ساختمان در هلند است. ساخت و ساز این ساختمان در اکتبر ۲۰۰۶ شروع شد. ارتفاع آن ۱۶۴٫۷۵ متر (۵۴۱ فوت) و مساحت زیربنای آن ۶۹٬۰۰۰ متر مربع (۷۴۲٬۷۱۰ فوت مربع) است.